# Утренняя звезда
«Утренняя Звезда» (рос. дореф. Утренняя Звѣзда) — літературний альманах, виданий 1833 у двох книгах у Харкові, ініціатором був Григорій Квітка-Основ'яненко; видавці — Іван Петров та Ізмаїл Срезневський.

## Книжка 1
Утренняя звезда. Собрание статей в стихах и прозе. Книжка 1. Харків, 1833.— На звороті тит. л.: М. тип. С. Селивановского, 1834.
Літогр. заголов. л., 1 вкл. л.: портр. Г. С. Сковороди.
Видавець I. М. Петров, У першій книзі вміщено російською мовою «Отрывки из записок о старце Григорие Сковороде» І. Срезневського й український переклад нарису «Недобрый глаз» О. Сомова.
Повний зміст:
1. Петров И. От издателя, с. 1—11.
2. Проза. Байский П. [Сомов О. М.] Недобрый глаз (Малороссийское предание), с. 3—13.
3. ххъ. Отрывок из романа: Рапсодии, с. 14—61.
4. Сомов О. Недосоздание. [Стаття про поета і природу поетичної творчості], с. 62—66
5. И. C. p. з. н. [Срезневський І. І.]. Отрывки из записок о старце Григории Сковороде. [В тексті наводиться вірш Сковороди: «Всякому городу прав и права» і його народний варіант], с. 67—92.
6. С. Две картины. [Стаття], г. 93—96, Бредит. [Стаття], с. 97—103. Стихотворения.
7. Иноземцев П. Две главы из восточной повести «Зальмара». («Под небом Азии прекрасной»), с 107—144, Марий. ("Дремало море в берегах.. "), с. 145—158; Русская песня. («Не березанька с гибким явором соплеталаеь…»), с. 159—160.
8. Петров И. Могущество красоты. Подражание арабскому. («Щек твоих горячих пламя…»), с. 161; Заветное кольцо. (Русская песня). («Березанька ль кудрявая…»), с. 162—163; Гадание тунгусов (Северная сцепа). («Шаман: от живущих отчужденный…»), с. 164—168.—
9. Ю хххх. Орел. («Завидую орлу, летящему по воле…»), с. 169—170.

## Книжка 2

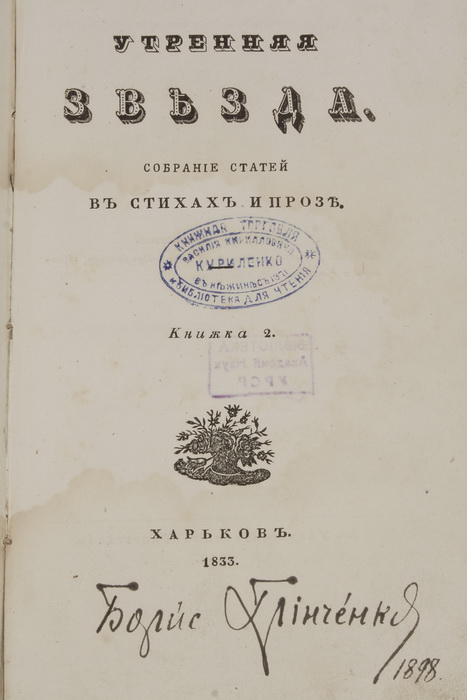
Утренняя звезда

Утренняя звезда. Собрание статей в стихах и прозе. Книжка 2. X., 1833. На зв. тит. л.: Унив. тип., 1834. VII, 100 с.
1 грав, мал., 4 л. нот.
У другій книзі вміщено першу повість Г. Квітки-Основ'яненка українською мовою «Салдацький патрет», його «Супліку до пана іздателя», в якій письменник доводив право українського народу на свою над. літературу, й уривок з повісті «Маруся»; вірші П. Гулака-Артемовського, байки Є. Гребінки й уривки з його українського перекладу «Полтави» О. Пушкіна, уривки з «Енеїди» І. Котляревського і пісні на його слова з нотами.
Зміст:
1. Проза. Основ'яненко Грицько. [Квітка Г. Ф.] . Супліка до пана іздателя, с, 3—7; Салдацький патрет. (Побрехенька), с. 9—43; Украинское утро. (Отрывок), с. 44—48.
2. Стихотворения. Срезневский И. Запорожские песни [3 вступними увагами и примітками]: Надгробная песнь Свирговскому («Як того пана Йвана…»), с. 51—58; Сожжение Могилева («Ой у городі Могилеві…»), с. 59—65; Погребальная песнь на смерть асаула Чурая («Орлику, сизій орлику…»), с. 66—70.
3. ***. [Гулак-Артемовський П. П.]. Рибалка. Малороссийская баллада («Вода шумить!.., вода гуля!..»), с. 71—73; Батько та син. (Басня). («Ей! Хведьку! вчись! Ей! схаменись!..»), с. 74—76; Рибка. Басня («В ставочку Пліточка дрібненька…»), с. 76—77; До Пархома («Пархоме! в щасті не брикай!..»), с. 78—79; До його ж («Пархоме! не мудруй! Ворожки не питай…»), с. 80—81.
4. Гребёнкин Е. [Гребінка Є. П.]. Отрывки из «Полтавы», поэмы А. С. Пушкина, переложенной на малороссийский язык. Из 2-й песни («Ну слухай, серце, годі, годі!..»); Из 3-й песни («Скрізь хмари небо застилають…»), с. 82—87; Будяк та Конопелечка. Приказка («Чого ти так мене, паскудо, в боки пхаєш…«), с. 88; Пшениця. Приказка («Я бачив, як пшеницю мили..»), с. 89
5. Котляревский И. Отрывок из 6-й книжки малороссийской Энеиды. («Зевес моргнув, як кріль, усами…»), с. 90—100
6. «Малороссийские песни из оперы "Наталка Полтавка". Соч. И.П. Котляревского. Музыка А.И. Барсицкого»: «Трачу літа в моїм горі, і кінця не бачу…»; «Ой! по горі, по полянці…», «Коло мене хлопці в'ються…».